# Molliens-au-Bois
Molliens-au-Bois – miejscowość i gmina we Francji, w regionie Hauts-de-France, w departamencie Somma.
Według danych na rok 1990 gminę zamieszkiwało 315 osób, a gęstość zaludnienia wynosiła 43 osoby/km² (wśród 2293 gmin Pikardii Molliens-au-Bois plasuje się na 685. miejscu pod względem liczby ludności, natomiast pod względem powierzchni na miejscu 662.).